# Тракай (станция)
Тракай (лит. Trakai) — тупиковая пассажирская железнодорожная станция Литовских железных дорог, расположена в одноимённом городе в 28 км юго-западнее Вильнюса. Станция связана однопутной электрифицированной на переменном токе линией длиной 4 км со станцией Сянейи-Тракай (лит. Senieji Trakai, Старый Тракай), находящейся на линии Вильнюс — Лентварис — Марцинконис. Связана с Вильнюсом пригородными электропоездами Škoda EJ 575 — 7-8 пар в день по состоянию на октябрь 2023 года. По состоянию на октябрь 2021 года на станции — 1 путь, но контактная сеть над отсутствующим вторым путём осталась.

## История
Станция открыта в 1940 году. К середине 1970-х завершилась электрификация некоторых участков Прибалтийской железной дороги, среди которых был и участок Лентварис — Тракай.

## Фотогалерея
- Электропоезд EJ 575
- Электропоезд ЭР9М
- Вокзал
- Электропоезд EJ575-011
- Перрон и путь в сторону Вильнюса
- Перрон и вокзал
- Перрон и тупик
- Вокзал